# 5-й авиационный корпус дальнего действия
5-й авиационный корпус дальнего действия (5-й ак дд) — соединение Военно-Воздушных сил (ВВС) Вооруженных Сил РККА, созданное для участия в боевых действиях во время Великой Отечественной войны.

## Наименования корпуса

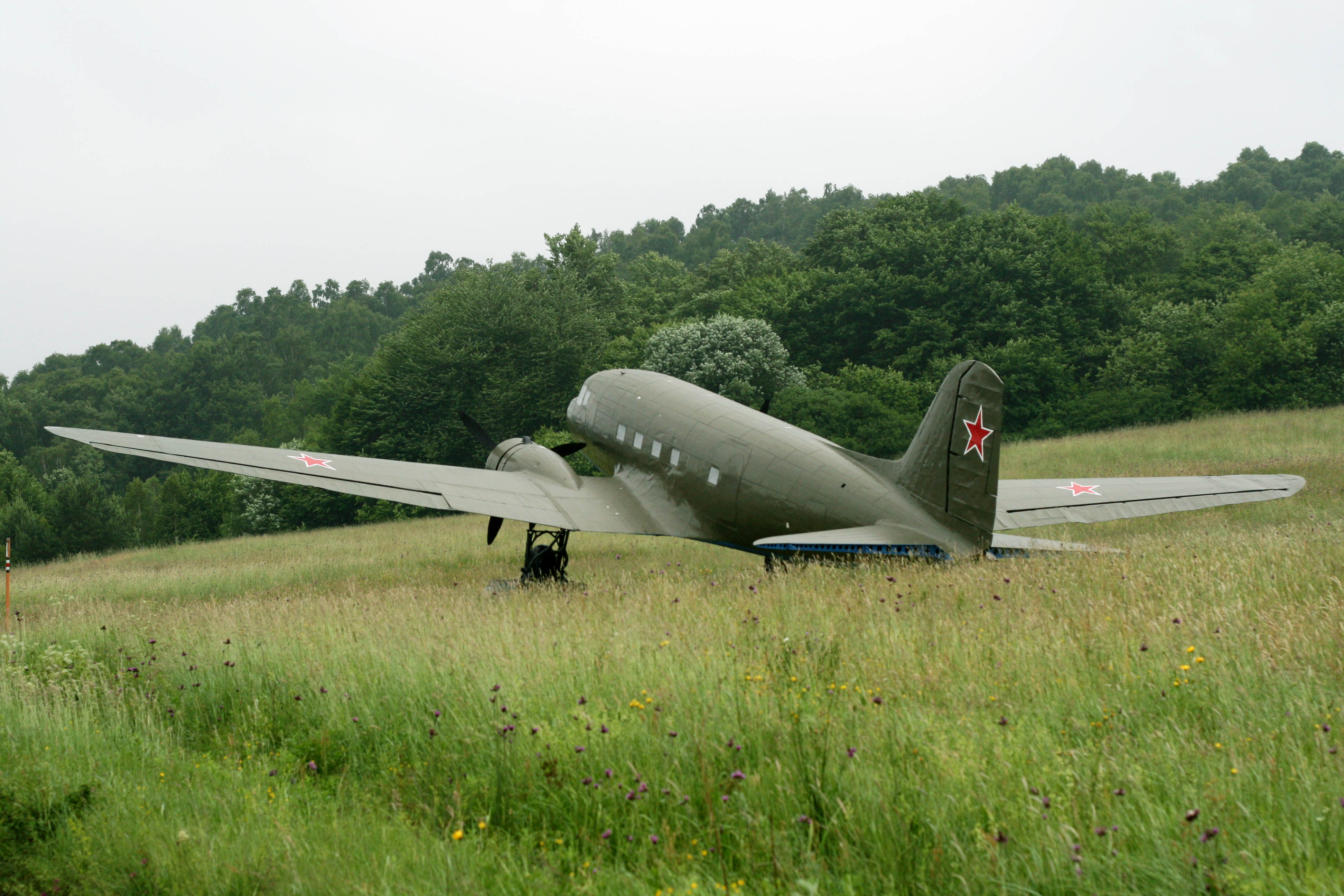
Самолет корпуса Ли-2

- 5-й авиационный корпус дальнего действия;
- 5-й авиационный Орловский корпус дальнего действия;
- 11-й бомбардировочный авиационный Орловский корпус.

## История и боевой путь корпуса
5-й авиационный корпус дальнего действия сформирован 30 апреля 1943 года. В соствав корпуса вошли 53-я и 54-я авиационные дивизии дальнего действия на самолётах Ли-2.
Части корпуса участвовали в нанесении ударов по танковым группировкам, пехоте противника в районах сосредоточения и на поле боя, железнодородным узлам и эшелонам, переправам и мостам в полосах боевых действий Юго-Западного и Северо-Западного фронтов, в операциях на Кубани и в Курской битве.
С августа 1943 года корпус составом 53-й дивизии, ведя бои на полтавском направлении, участвовал в освобождении городов Люботин и Миргород. В январе — марте 1944 года успешно действовал в Ленинградско-Новгородской операции и при освобождении городов Красное Село и Красногврадейск, Ропши. Летом 1944 года корпус участвовал в Бобруйской и Белостокской наступательных операциях, освобождении городов Бобруйск, Соколка и Белосток.
В сентябре 1944 года полки 53-й дивизии принимали участие в воздушно-десантной операции с высадкой десанта в тылу противника на территории Чехословакии на аэродром Тридута.
В связи с переформированием дальней авиации в 18-ю воздушную армию 5-й авиационный корпус дальнего действия 1 января 1945 года в соответствии с Директивой Генерального штаба переформирован в 11-й Орловский бомбардировочный авиационный корпус
В составе действующей армии корпус находился с 27 мая 1943 года по 31 декабря 1944 года, всего 585 дней.

## Командир корпуса
- генерал-майор авиации Георгиев Иван Васильевич[4], период нахождения в должности — с 30 апреля 1943 года по 18 сентября 1943 года.
- генерал-лейтенант авиации Георгиев Иван Васильевич[4], период нахождения в должности — с 18 сентября 1943 года по 1 января 1945 года.

## В составе объединений
| Объединение               | Период                  |
| ------------------------- | ----------------------- |
| Авиация дальнего действия | 27.05.1943 — 31.12.1944 |

## Соединения, части и отдельные подразделения корпуса
- 53-я авиационная Сталинградская дивизия дальнего действия[5][6]
  - 1-й авиационный полк дальнего действия (1-й гвардейский Брянский Краснознаменный авиационный полк дальнего действия) (Ли-2)
  - 3-й авиационный полк дальнего действия (23-й гвардейский Белгородский Краснознаменный авиационный полк дальнего действия) (Ли-2)
  - 7-й авиационный полк дальнего действия (7-й гвардейский Гатчинский Краснознаменный авиационный полк дальнего действия) (по 01.06.1943 г., Ли-2)
  - 336-й авиационный полк дальнего действия (Ли-2)
  - 23-й гвардейский авиационный Белгородский Краснознамённый полк дальнего действия (c 18.09.1943 г., Ли-2)
- 54-я авиационная Орловская дивизия дальнего действия[5][6]
  - 7-й гвардейский Гатчинский Краснознаменный авиационный полк дальнего действия (с 01.06.1943 г., Ли-2)
  - 29-й гвардейский Красносельский Краснознаменный авиационный полк дальнего действия (с 19.08.1943 г., Ли-2)
  - 325-й авиационный полк дальнего действия (19.08.1943 г. переименован в 29-й гвардейский авиационный полк дальнего действия) (Ли-2)
  - 340-й авиационный полк дальнего действия (Ли-2)

## Участие в операциях и битвах
- Курская битва[4] — с 5 июля 1943 года по 23 августа 1943 года
- Орловская операция «Кутузов»[4] — с 12 июля 1943 года по 18 августа 1943 года
- Кубанское воздушное сражение[4] — с 25 мая 1943 года по июль 1943 года
- Белгородско-Харьковская операция «Румянцев»[4] — с 3 августа 1943 года по 23 августа 1943 года
- Красносельско-Ропшинская операция[4] — с 14 января 1944 года по 30 января 1944 года
- Ленинградско-Новгородская операция[4]— с 14 января 1944 года по 1 марта 1944 года.
- Воздушная операция против Финляндии[4] — с 6 февраля 1944 года по 27 февраля 1944 года
- Бобруйская операция[4] — с 24 июня 1944 года по 29 июня 1944 года
- Белостокская наступательная операция[4] с 5 июля 1944 года по 27 июля 1944 года
- Воздушно-десантная операция в тылу противника на территории Чехословакии[4] — 1994 год

## Преобразование в гвардейские
- 3-й авиационный полк дальнего действия переименован в 23-й гвардейский авиационный полк дальнего действия[7]
- 325-й авиационный полк дальнего действия переименован в 29-й гвардейский авиационный полк дальнего действия[8]

## Почётные наименования
- 5-му авиационному корпусу дальнего действия присвоено почётное наименование «Орловский»[9]
- 53-й авиационной дивизии дальнего действия присвоено почётное наименование «Сталинградская»[9]
- 54-й авиационной дивизии дальнего действия присвоено почётное наименование «Орловская»[9]
- 1-му гвардейскому Краснознаменному авиационному полку дальнего действия присвоено почётное наименование «Брянский»[9]
- 7-му гвардейскому авиационному полку дальнего действия присвоено почётное наименование «Гатчинский»[10]
- 23-му гвардейскому авиационному полку дальнего действия присвоено почётное наименование «Белгородский»[9]
- 325-му авиационному полку дальнего действия присвоено почётное наименование «Красносельский»[11]

## Награды
- 1-й гвардейский авиационный полк дальнего действия Указом Президиума Верховного Совета СССР от 18 сентября 1943 года награждён орденом «Боевого Красного Знамени».
- 7-й гвардейский авиационный полк дальнего действия Указом Президиума Верховного Совета СССР награждён орденом «Боевого Красного Знамени».
- 23-й гвардейский авиационный полк дальнего действия Указом Президиума Верховного Совета СССР награждён орденом «Боевого Красного Знамени».

## Благодарности
Корпусу объявлены благодарности Верховного Главнокомандования:
- За отличия в боях при прорыве обороны немцев на Могилевском направлении и форсировании реки Проня западнее города Мстиславль, при овладении районным центром Могилевской области — городом Чаусы и освобождении более 200 других населенных пунктов, среди которых Черневка, Ждановичи, Хоньковичи, Будино, Васьковичи, Темривичи и Бординичи[12].
- За отличие в боях при овладении столицей Советской Белоруссии городом Минск — важнейшим стратегическим узлом обороны немцев на западном направлении[13].
- За отличие в боях при овладении областным центром Белоруссии городом и крепостью Брест (Брест-Литовск) — оперативно важным железнодорожным узлом и мощным укрепленным районом обороны немцев на варшавском направлении[14].